# Agne Simonsson
Tore Klas Agne Simonsson (né le 19 octobre 1935 à Göteborg (Suède) et mort le 22 septembre 2020) est un footballeur suédois qui évoluait au poste d'attaquant.

## Biographie
Agne Simonsson a inscrit 27 buts lors de ses 51 sélections en équipe de Suède entre 1957 et 1967. Il faisait partie de l'équipe suédoise finaliste de la coupe du monde 1958 chez elle. Il a inscrit 4 buts au cours de ce Mondial : deux contre le Mexique au premier tour, un contre l'URSS en quart de finale et un contre le Brésil en finale.
Après avoir commencé sa carrière à Örgryte IS, il a joué dans le championnat d'Espagne au Real Madrid et à la Real Sociedad.